# Euless
Euless é uma cidade localizada no estado norte-americano do Texas, no Condado de Tarrant.

## Demografia
Segundo o censo norte-americano de 2000, a sua população era de 46.005 habitantes.
Em 2006, foi estimada uma população de 52.016, um aumento de 6011 (13.1%).

## Geografia
De acordo com o United States Census Bureau tem uma área de 42,1 km², dos quais 42,1 km² cobertos por terra e 0,0 km² cobertos por água. Euless localiza-se a aproximadamente 179 m acima do nível do mar.

## Localidades na vizinhança
O diagrama seguinte representa as localidades num raio de 12 km ao redor de Euless.